# ريتشارد ماير (مؤرخ أدبي)
ريتشارد ماير (بالألمانية: Richard Meyer )‏ (و. 1860 – 1914 م) هو مؤرخ أدبي، ومؤلف، وأستاذ جامعي ألماني، ولد في برلين، توفي في برلين، عن عمر يناهز 54 عاماً.